# Mark 54 (торпеда)
Mark 54 — американская малогабаритная 324-мм противолодочная торпеда. Состоит на вооружении ВМС США и некоторых других стран.

## История
Разработка торпеды велась фирмой Raytheon Integrated Defense Systems в сотрудничестве с ВМС США по программе Lightweight Hybrid Torpedo (LHT) в качестве альтернативы существующим торпедам Mk 50 и Mk 46.
Торпеда Mk 50 была разработана для противодействия быстроходным советским подводным лодкам проекта 705 и считалась чрезмерно тяжёлой и дорогостоящей для борьбы с обычными подводными лодками. Более же старая Mk 46, предназначенная для боевых действий в океанской зоне, была плохо приспособлена для прибрежных районов.
Торпеда Mk 54 сочетает в себе боеголовку и систему самонаведения торпеды Mk 50 и двигатель торпеды Mk 46 улучшенный для работы на мелководье. В конструкции для снижения стоимости широко применялись коммерческие комплектующие. Габаритные размеры новой торпеды совпадают с габаритными размерами торпеды Mk 50.
Первые испытания новой торпеды начались в июле 1999 года, успешные окончательные испытания были завершены в ноябре того же года. 
В апреле 2003 года компания Raytheon получила контракт стоимостью 25,1 млн долл. на поставку 24 торпед Mk 54 к середине 2004 года. В июне 2004 года был подписан ещё один контракт на 51 торпеду. В октябре 2004 года началось серийное производство Mk 54.
Пуск торпеды может быть осуществлён из торпедного аппарата Mk 32, с противолодочного самолёта или с помощью противолодочного ракетного комплекса RUM-139 VL-Asroc.

## Использование
Торпеда находится на вооружении ВМС США и ВМС Австралии. В октябре 2010 года Австралия заказала дополнительно 200 торпед этого типа. 

В июне 2011 года сообщалось о возможности закупки 32 торпед и сопутствующего оборудования, комплектующих на сумму $86 млн для ВМС Индии.

В 2023г. Германия приобрела до 80 торпед на сумму порядка 300 млн долларов